# متغیرهای درون‌زا و برون‌زا
در یک مدل اقتصادی، یک متغیر برون‌زا متغیری است که مقدار یا ارزش آن خارج از مدل تعیین می‌شود و به مدل تحمیل می‌شود، و یک تغییر برون‌زا به معنی تغییر در یک متغیر برون‌زا است. : p. 8  : p. 202  : p. 8 
در مقابل، یک متغیر درون‌زا متغیری است که مقدار آن توسط خود مدل تعیین می‌شود. یک تغییر درون‌زا، به معنی تغییر یک متغیر درون‌زا در پاسخ به یک تغییر برون‌زا است که به مدل تحمیل می‌شود. : p. 8  : p. 8 
در اقتصادسنجی، یک متغیر برون‌زا در نمونه‌گیری مکرر ثابت فرض شده است، به این معنی که این متغیر غیرتصادفی است. مفهوم این فرض این است که اصطلاح خطا در مدل اقتصادسنجی مستقل از متغیر برون‌زا است.

## مثال‌ها
در مدل سادهٔ عرضه و تقاضا، تغییر در سلیقۀ مصرف‌کننده توسط این مدل توضیح داده نشده است و یک تغییر برون‌زا در تقاضا منجر به تغییر قیمت و مقدار تعادلی درون‌زا می‌شود. در اینجا متغیر برون‌زا، پارامتری است که سلیقه مصرف‌کننده را نشان می‌دهد. به‌طور مشابه، تغییر در درآمد مصرف‌کننده، خارج از مدل، داده می‌شود و در مدل به عنوان یک تغییر برون‌زا در تقاضا ظاهر می‌شود. : p. 10 
در مدل LM تعیین نرخ بهره، : pp. 261–7  عرضه و تقاضا برای پول، نرخ بهره را وابسته به سطح عرضه پول تعیین می‌کند، بنابراین عرضۀ پول یک متغیر برون‌زا و نرخ بهره یک متغیر درون‌زا است.
در الگوی رفتار بنگاه‌ها با بازارهای رقابتی عوامل تولید، قیمت‌های عوامل تولید به صورت برون‌زا داده می‌شود و مقادیر عوامل تولید برای استفاده درون‌زا هستند. : p. 202 

## مدل‌ها و مدل‌های فرعی
یک متغیر اقتصادی می‌تواند در بعضی از مدل‌ها برون‌زا و در بعضی دیگر درون‌زا باشد. این اتفاق به‌طور خاص زمانی میفتد که مدلی به عنوان جزئی از یک مدل گسترده‌تر نقش ایفا کند. به عنوان مثال، مدل IS بازار کالاها : pp. 250–260  میزان محصولی (درون‌زا) را که بازار با آن به تسویه می‌رسد با توجه به سطح نرخ بهره (برون‌زا) استخراج می‌کند؛ زیرا نرخ بهره بر سرمایه‌گذاری فیزیکی به عنوان جزئی از تقاضا برای کالاها تأثیر می‌گذارد.
در مقابل، مدل LM بازار پول، درآمد را (که به طور یکسان با میزان تولید برابر است) برون‌زا و تأثیرگذار بر تقاضای پول در نظر می‌گیرد. در اینجا تعادل عرضه و تقاضای پول به‌طور درون‌زا نرخ بهره را تعیین می‌کنند. اما وقتی مدل IS و مدل LM برای ارائه مدل IS-LM با هم ترکیب می‌شوند، : pp. 268–9  نرخ بهره و میزان تولید هر دو به صورت درون‌زا تعیین می‌شوند.